# Exetastes alpius
Exetastes alpius là một loài tò vò trong họ Ichneumonidae.